# Льодовикова геологія

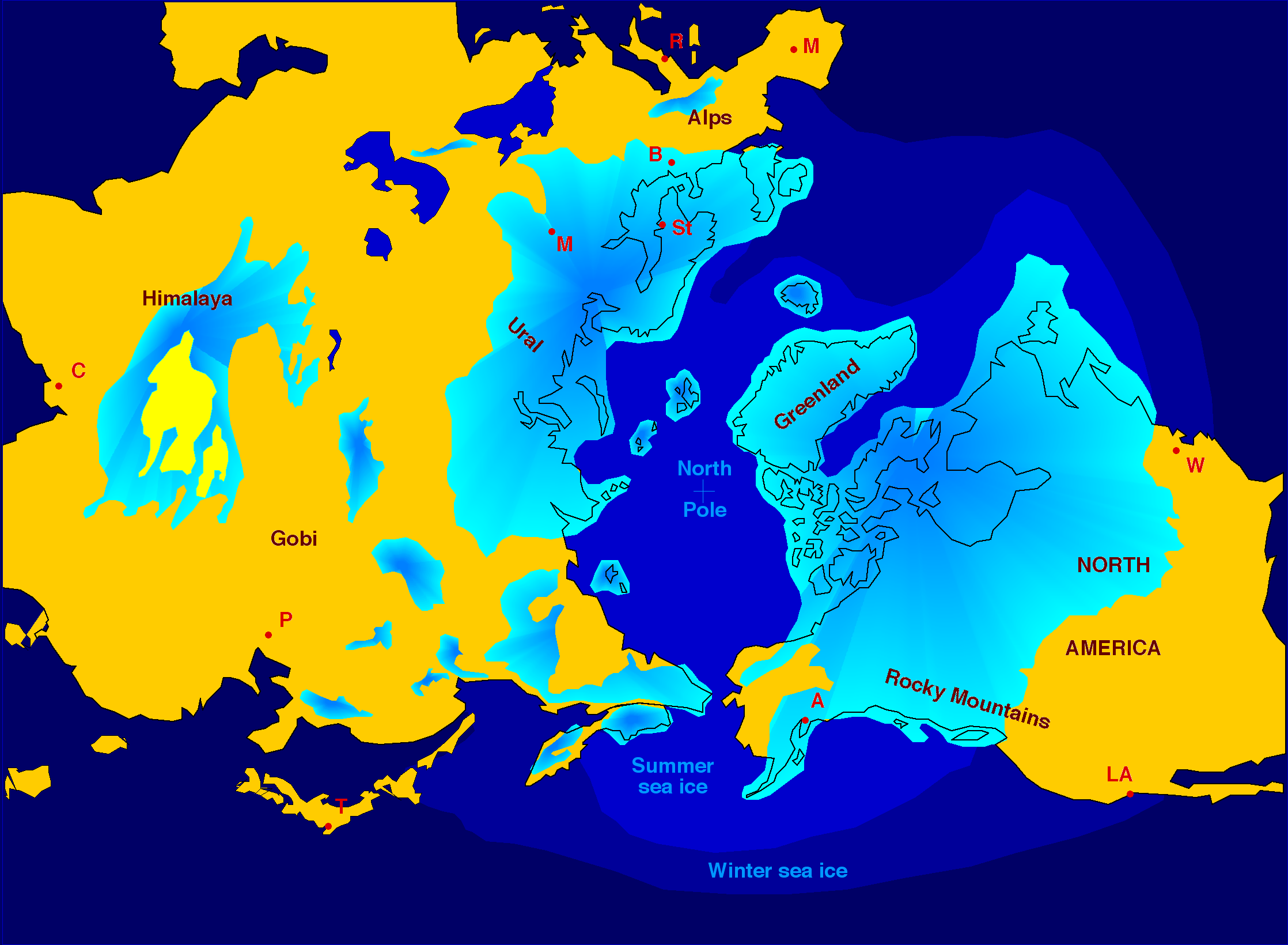
Поширення льодового покрову в Північній півкулі в період останнього льодовикового максимуму

Льодовикова геологія (рос. ледниковая геология, англ. glacial geology, нім. Glazialgeologie f) – розділ геології, який вивчає фізико-географічні умови четвертинних зледенінь, генезис і стратиграфію льодовикових і флювіогляціальних відкладів. 
Син. – четвертинна геологія.